# Северные славяне
Северные славяне ― гипотетическая культурно-языковая общность славянских народов, говорящих на северославянских языках. Существование этой общности не является общепринятым, но предполагается рядом авторов. Считается, что северные славяне выделились из общего древнеславянского этноса в VII веке и создали государства в Центральной и Восточной Европе к VIII и IX векам.
К северославянским народам относятся белорусы, кашубы, поляки, силезцы, русины, русские, словаки, лужицкие сербы, украинцы и чехи. Они населяют Центральную, Восточную Европу, Балканы и Северную Азию (Сибирь и Дальний Восток России), а диаспоры этих народов разбросаны по многим странам мира.

## Характеристика

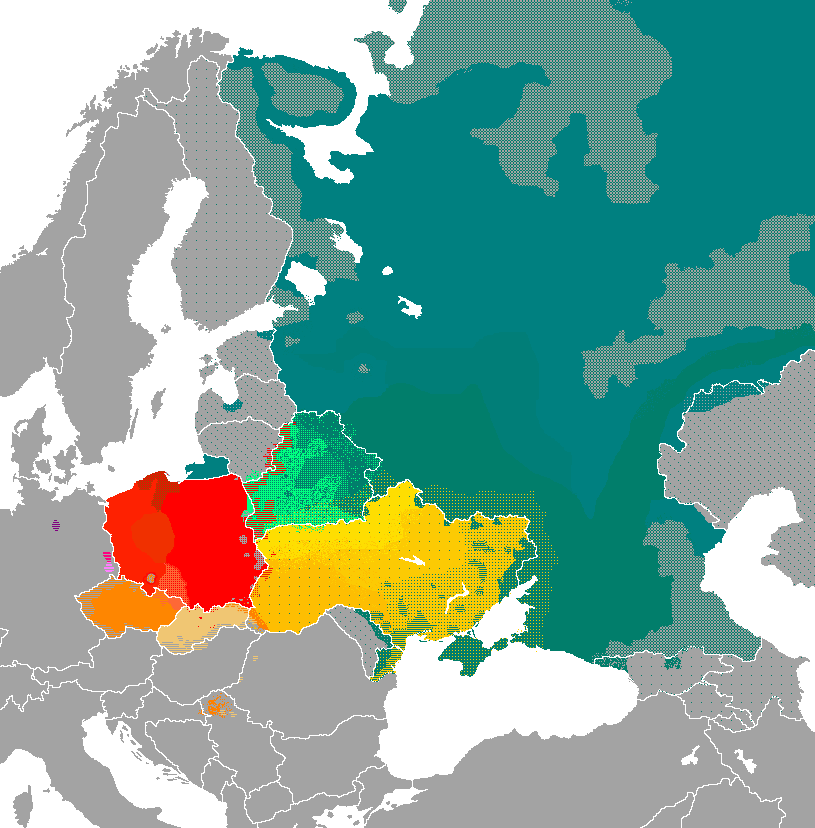
Северославянские языки в Европе

Хотя разделение славян на восточных и западных является в целом общепринятым, некоторые теоретики утверждают, что у этих двух групп имеется достаточно одинаковых или сходных лингвистических и культурных характеристик, которые дают основание считать их одной ветвью. Славянские народы имеют северный и южный этос (континуум северославянских и южнославянских языков и диалектов, северо-восточноевропейская и юго-восточноевропейская кухня и т. д.). Этот раскол между северянами и южанами стал следствием миграций славянских племён и венгерских завоеваний в конце 1-го тысячелетия н. э., в результате чего славяне постепенно обособились в две отдельные культурные группы. Сам термин «северные славяне» использовался в научных трудах по меньшей мере ещё с 1841 года; данное понятие встречалось в научных публикациях и в последующие века. Так, в публикации 1938 года профессора Чикагского университета Гарольда Ругга отмечалось, что «северные славяне имеют немного более светлые волосы и цвет кожи, чем южные славяне; а далеко на севере волосы у них намного светлее».
Имеются различия между южнославянскими языками и остальными языками славянской группы. На стыке восточных и западнославянских языков имеются диалекты, которые не могут быть однозначно определены как западные или восточные. Сторонники северославянской концепции утверждают, что славянские языки чётко делятся на две основные языковые группы ― северные и южные, которые затем могут быть дополнительно разделены на северо-западные языки (чешский, кашубский, польский, силезский, словацкий и сербский) и северо-восточные (белорусский, русский, русинский и украинский), тогда как южная ветвь может быть разделена на юго-западные (сербохорватский и словенский) и юго-восточные языки (болгарский и македонский).
В северославянской кухне прослеживаются некоторые влияния Центральной Европы и Ближнего Востока. Кухня южных славян, напротив, относится к средиземноморской кухне из-за разницы в климате и близости Италии, Греции и Турции. Из-за многовекового взаимодействия с Византийской и Османской империями в южнославянском регионе значительны византийские и османские культурные влияния. Существует культурное разделение северославянской ветви на две религиозные группы: западные славяне — в основном католики, восточные славяне — преимущественно православные.
В статье 1922 года в журнале «The Living Age» термином «северные славяне» были названы западные славяне (чехи, словаки и поляки), тогда как русские и украинцы были классифицированы как восточные славяне.

## Численность
По некоторым оценкам, в мире насчитывается около 265 миллионов северных славян.
| Нация    | Численность |
| -------- | ----------- |
| Русские  | 130 000 000 |
| Поляки   | 57 393 000  |
| Украинцы | 46 700 000  |
| Чехи     | 12 000 000  |
| Белорусы | 10 000 000  |
| Словаки  | 6 940 000   |
| Силезцы  | 2 000 000   |
| Русины   | 92 000      |
| Лужичане | 70 000      |
| Кашубцы  | 5 000       |

Диаспоры северных славян имеются в Западной Европе (прежде всего в Германии, Великобритании и Ирландии), а также в Северной Америке ― в основном в Соединённых Штатах и в Канаде. Прибрежный район Брайтон-Бич в боро Бруклин в Нью-Йорке известен тем, что там проживает самое большое число русскоязычных граждан в США; в Чикаго проживает большое количество польских американцев и польских иммигрантов. Чикаго одновременно является городом с третьим по численности чешским населением после Праги и (исторически) Вены. После расширения Европейского союза в 2004 году в Германию и Великобританию мигрировало большое число поляков. В Англии польский язык стал вторым по распространенности родным языком после английского ― по данным переписи 2011 года, на нём говорят более 500 000 человек. По данным 2016 года, в Ирландии проживают более 120 000 поляков, которые составляют самое многочисленное меньшинство в стране. Лужица, исторический регион в Германии, является исторической родиной проживающих здесь сорбов, говорящих на сорбских языках; поскольку они не мигрировали туда и являются коренными жителями этой территории, их также называют «лужицкими сербами». Они ― единственные потомки полабских славян, которые частично сохранили свою самобытность и культуру на протяжении веков жизни при германском правлении.

## Языки

Балто-славянское языковое древо

Сегодня к северославянским языкам относятся:
- Северо-западная ветвь:
  - чешско-словацкая подгруппа:
    - чешский
    - словацкий

  - лехитская подгруппа:
    - польский
    - кашубский
    - силезский

  - лужицкая подгруппа:
    - верхнелужицкий
    - нижнелужицкий
- Северо-восточная ветвь
  -     - белорусский
    - русский
    - украинский
    - русинский

Между северо-западной и северо-восточной ветвями имеется большое число совпадений. Украинский и белорусский языки испытали огромное влияние польского из-за их географической и культурной близости, а также из-за полонизации восточнославянского населения Речи Посполитой.
В отличие от других диалектов словацкого языка, восточнословацкий диалект менее понятен для чехов и более понятен для носителей польского и русинского языков.